# Isla Sable
La isla Sable (del inglés: Sable Island) es una pequeña porción de tierra alargada que aflora en el océano Atlántico norte, en las costas de Canadá, frente al puerto de Halifax en Nueva Escocia. 
La isla aparecía en las cartas de navegación en 1505 con el nombre de «Santa Cruz». En las cartas del siglo XVI también era denominada «I. da Crus» e «Isolla del Arena». Su nombre actual aparece en 1546 cuando el cartógrafo portugués Joannes Freire la nombra «I. do Sable». El nombre descriptivo proviene del francés sable, que significa arena. Aunque la versión «Sandy Island» ha existido en las cartas antiguas, el nombre por el que actualmente es conocida es el de «Sable Island». Según otras versiones su nombre se debería a la peculiar forma curva que posee, parecida a la de un sable.
Se trata de una estrecha franja de arena con nulas elevaciones, excepto por la gran cantidad de dunas que se forman debido a que el viento sopla en todas las estaciones del año.

## Flora
La flora de la isla cuenta con pastos bajos y duros, debido a la inclemencia del fuerte viento que allí sopla, y por ende no crecen árboles en la misma.

## Clima
Se trata de un clima oceánico, con inviernos fuertes y templados veranos.
Las precipitaciones son abundantes a lo largo del año, mayormente en invierno.
Los vientos soplan del cuadrante noroeste.
| Parámetros climáticos promedio de Isla Sable (1981−2010) | Parámetros climáticos promedio de Isla Sable (1981−2010) | Parámetros climáticos promedio de Isla Sable (1981−2010) | Parámetros climáticos promedio de Isla Sable (1981−2010) | Parámetros climáticos promedio de Isla Sable (1981−2010) | Parámetros climáticos promedio de Isla Sable (1981−2010) | Parámetros climáticos promedio de Isla Sable (1981−2010) | Parámetros climáticos promedio de Isla Sable (1981−2010) | Parámetros climáticos promedio de Isla Sable (1981−2010) | Parámetros climáticos promedio de Isla Sable (1981−2010) | Parámetros climáticos promedio de Isla Sable (1981−2010) | Parámetros climáticos promedio de Isla Sable (1981−2010) | Parámetros climáticos promedio de Isla Sable (1981−2010) | Parámetros climáticos promedio de Isla Sable (1981−2010) |
| Mes                                                      | Ene.                                                     | Feb.                                                     | Mar.                                                     | Abr.                                                     | May.                                                     | Jun.                                                     | Jul.                                                     | Ago.                                                     | Sep.                                                     | Oct.                                                     | Nov.                                                     | Dic.                                                     | Anual                                                    |
| -------------------------------------------------------- | -------------------------------------------------------- | -------------------------------------------------------- | -------------------------------------------------------- | -------------------------------------------------------- | -------------------------------------------------------- | -------------------------------------------------------- | -------------------------------------------------------- | -------------------------------------------------------- | -------------------------------------------------------- | -------------------------------------------------------- | -------------------------------------------------------- | -------------------------------------------------------- | -------------------------------------------------------- |
| Temp. máx. abs. (°C)                                     | 14.5                                                     | 12.8                                                     | 13.7                                                     | 13.9                                                     | 17.8                                                     | 21.7                                                     | 26.7                                                     | 27.8                                                     | 27.0                                                     | 22.8                                                     | 18.9                                                     | 15.6                                                     | 27.8                                                     |
| Temp. máx. media (°C)                                    | 3.0                                                      | 1.8                                                      | 3.3                                                      | 6.5                                                      | 10.2                                                     | 14.2                                                     | 18.5                                                     | 20.7                                                     | 18.6                                                     | 14.3                                                     | 9.9                                                      | 5.5                                                      | 10.6                                                     |
| Temp. media (°C)                                         | -0.1                                                     | -1.2                                                     | 0.7                                                      | 4.0                                                      | 7.5                                                      | 11.4                                                     | 15.8                                                     | 17.9                                                     | 15.8                                                     | 11.7                                                     | 7.3                                                      | 2.5                                                      | 7.8                                                      |
| Temp. mín. media (°C)                                    | -3.1                                                     | -4.2                                                     | -2.0                                                     | 1.5                                                      | 4.8                                                      | 8.6                                                      | 13.0                                                     | 15.1                                                     | 13.0                                                     | 9.1                                                      | 4.6                                                      | -0.5                                                     | 5.0                                                      |
| Temp. mín. abs. (°C)                                     | -19.4                                                    | -18.3                                                    | -13.6                                                    | -8.9                                                     | -8.3                                                     | 0.6                                                      | 3.0                                                      | 4.4                                                      | 0.6                                                      | -1.2                                                     | -7.8                                                     | -16.7                                                    | -19.4                                                    |
| Precipitación total (mm)                                 | 144.7                                                    | 112.5                                                    | 130.4                                                    | 114.8                                                    | 101.3                                                    | 115.9                                                    | 100.8                                                    | 121.6                                                    | 129.5                                                    | 144.9                                                    | 150.7                                                    | 144.5                                                    | 1511.6                                                   |
| Lluvias (mm)                                             | 110.4                                                    | 92.4                                                     | 107.7                                                    | 105.9                                                    | 101.2                                                    | 115.9                                                    | 100.8                                                    | 121.6                                                    | 129.5                                                    | 144.8                                                    | 145.1                                                    | 123.7                                                    | 1399.0                                                   |
| Nevadas (cm)                                             | 33.3                                                     | 19.8                                                     | 22.1                                                     | 9.1                                                      | 0.1                                                      | 0.0                                                      | 0.0                                                      | 0.0                                                      | 0.0                                                      | trace                                                    | 5.2                                                      | 18.6                                                     | 108.3                                                    |
| Días de precipitaciones (≥ 0.2 mm)                       | 20.4                                                     | 16.8                                                     | 16.7                                                     | 16.0                                                     | 14.5                                                     | 13.9                                                     | 13.5                                                     | 12.0                                                     | 12.4                                                     | 16.2                                                     | 19.3                                                     | 19.8                                                     | 191.5                                                    |
| Días de lluvias (≥ 0.2 mm)                               | 12.1                                                     | 9.9                                                      | 12.5                                                     | 15.1                                                     | 15.3                                                     | 13.8                                                     | 13.3                                                     | 12.4                                                     | 13.0                                                     | 16.2                                                     | 18.7                                                     | 15.6                                                     | 167.8                                                    |
| Días de nevadas (≥ 0.2 cm)                               | 11.6                                                     | 10.0                                                     | 7.2                                                      | 2.6                                                      | 0.19                                                     | 0.0                                                      | 0.0                                                      | 0.0                                                      | 0.0                                                      | 0.06                                                     | 2.8                                                      | 8.6                                                      | 43.0                                                     |
| Horas de sol                                             | 61.0                                                     | 78.6                                                     | 119.0                                                    | 140.0                                                    | 169.4                                                    | 186.6                                                    | 192.3                                                    | 194.3                                                    | 174.1                                                    | 138.3                                                    | 80.2                                                     | 61.8                                                     | 1595.5                                                   |
| Fuente: Environment Canada                               |                                                          |                                                          |                                                          |                                                          |                                                          |                                                          |                                                          |                                                          |                                                          |                                                          |                                                          |                                                          |                                                          |

## Fauna
Esta es algo escasa, entre la cual destaca una gran cantidad de caballos salvajes que han habitado la isla desde viejos tiempos, quizá traídos por los primeros exploradores.
También existen variedades de aves marítimas. Focas y otarios completan la fauna de la isla.

## Población
La misma se reduce a caseríos y una estación meteorológica. Posee un aeropuerto costero para el arribo de pequeñas a medianas aeronaves.
Antiguamente funcionaba la Universidad de Dalhousie, de la que hoy solo quedan sus ruinas.
Mayormente funciona como estación meteorológica y posee varios faros para la orientación marítima.

## Miscelánea
La isla es nombrada en la película La tormenta perfecta (The perfect storm) del director Wolfgang Petersen.